# そして、神戸
「そして、神戸」（そして、こうべ）は、1972年11月15日にビクター音楽産業（現・ビクターエンタテインメント〈二代目〉）から発売された内山田洋とクール・ファイブの14枚目のシングル。

## 解説
本楽曲は、第15回日本レコード大賞において作曲賞を受賞した。
クール・ファイブの元メンバー・前川清は、第42回NHK紅白歌合戦（1991年）、第46回NHK紅白歌合戦（1995年、曲の舞台となった神戸を中心に甚大な被害を受けた阪神大震災が発生した年である）、第55回NHK紅白歌合戦（2004年、ゴスペラーズとの共演）、第58回NHK紅白歌合戦（2007年、クール・ファイブとの共演）において、本楽曲を歌唱している。
前川清は、前述のクール・ファイブやゴスペラーズとの共演のほか、ロックバンドグループ・THE THRILLの演奏で本楽曲を歌唱したこともある。

## 収録曲
- 両楽曲共に、作詞：千家和也／編曲：森岡賢一郎

1. そして、神戸 [02:55]
作曲：浜圭介
2. 君を恋うる唄 [02:50]
作曲：曽根幸明

## 注
1. ↑  資本関係の変化により、現在はソニー・ミュージックレーベルズ（SMDR GT Musicレーベル）が邦楽・洋楽を問わずRCAレーベルからリリースされた作品の版権を保有している。
2. ↑  第15回レコード大賞 Archived 2008年6月11日, at the Wayback Machine.
3. ↑  前川清 with THE THRILL そして神戸